# 202 (groupe)
Pour les articles homonymes, voir 202.
202 est un groupe de rock industriel argentin, originaire de Buenos Aires.

## Biographie
En 2001, les frères Rául et Oscar Cariola quittent le groupe Santos Inocentes, finalement séparé quelques années plus tard. Ils décident de former un nouveau groupe, pour lequel ils invoquent Martin Delahaye à la basse, et son jeune frère Diego Cariola à la batterie. En concert entre 2006 et 2007, ils font également participer Matias Kritz aux claviers et samplers. Rha définit le style musical du groupe comme électro-rock mais avec des mélodies rock anglaises, comme Paul McCartney.
Le premier album de 202 est publié en 2007 à travers Pop Art Discos-Sony/BMG. En début de 2008, Titi Lapolla (ancien membre de A.N.I.M.A.L.) remplace Martin Delahaye à la basse. L'année suivante, le groupe effectue un nouveau changement de formation avec l'arrivée d'Emmanuel Cauvet (batteur de Santos Inocentes dans l'album Emporio Bizarro).
202 enregistre en 2013 son deuxième album, Mastertape. Il est enregistré analogiquement aux studios El Pie,. Interrogé sur l'album, Rha explique que, en tant que groupe, ils cherchaient à « ne pas répéter les mêmes méthodes. »
En 2017, ils publient El álbum santo, un disque de reprises des morceaux classiques de Santos Inocentes. Le bassiste de l'album et sur la tournée qui suit est Leonel Martínez Aledda. L'album est présenté avant sa sortie à La Trastienda de Buenos Aires

## Membres

### Membres actuels
- Raúl Cariola (Rha) - chant
- Oscar Cariola (Osko) - guitare, programmations, chœurs
- Leonel Martínez Aledda - basse
- Emmanuel Cauvet - batterie

### Anciens membres
- Titi Lapolla - basse
- Diego Cariola - batterie

## Discographie
- 2007 : Doscientos dos
- 2013 : Mastertape
- 2017 : El álbum santo